# Хайнц Хелмих
Хайнц Хелмих (на немски: Heinz Hellmich) е немски офицер, служил по време на Първата и Втората световна война.

## Биография

#### Ранен живот и Първа световна война (1914 – 1918)
Хайнц Хелмих е роден на 9 юни 1890 г. в Карлсруе, Германска империя. През 1908 г. се присъединява към армията като офицерски кадет от пехотата. През 1910 г. е произведен в офицер от 136-и пехотен полк. До пленяването му участва в Първата световна война.

##### Междувоенен период
След войната и амнистията постъпва в Райхсвера. Смятан е за един от обещаващите офицери на Вермахта. Заема редица важни постове в генералния щаб, сред които началник на отдел във въздушното министерство.

#### Втора световна война (1939 – 1945)
През август 1939 г. е генерал-интендант на 7-а армия, а следващия месец заема същия пост при група армии „Б“. На 1 юни 1940 г., едва полковник, е назначен за командир на елитната Бранденбургска 23-та пехотна дивизия. На 1 септември 1941 г. е издигнат в чин генерал-майор.

##### Германо-съветски фронт (1941)
На германо-съветския фронт води дивизията умело, но по време на зимната съветска офанзива здравето и нервите му колабират и е освободен от командване. На 1 април 1942 г. Хелмих се завръща на служба като командир на 141-ва дивизия от резерва, значително понижение. По-късно служи като инспектор на войските на германо-съветския фронт.

##### Германо-френски фронт (1944)
В началото на 1944 г. получава отново командване на бойна част – 243-та пехотна дивизия. Води дивизията по време на боевете в Нормандия.

#### Смърт
На 16 юни (17 юни) 1944 г. е убит от 20 мм патрон на съюзнически изтребител-бомбардировач.

## Военна декорация
- Германски орден „Железен кръст“ (1914) – II (?) и I степен (?)
- Германска „Значка за раняване“ (1914) – черна (?)
- Германски орден „Кръст на честта“ (?)
- Германски орден „Железен кръст“ (1939, повторно) – II (?) и I степен (?)
- Рицарски кръст (2 септември 1944)